# Arthur Grey (14e baron Grey de Wilton)
Pour les articles homonymes, voir Grey.
Arthur Grey (1536-1593), est un baron de la pairie d'Angleterre. Lord Grey de Wilton est maintenant largement connu pour ses mémoires sur son père, pour sa participation à la dernière défense de Calais (1558) et pour son implication dans le massacre après le siège de Smerwick (1580) sur Corca Dhuibhne dans le comté de Kerry. Il est Lord adjoint d'Irlande de 1580 à 1582.

## Biographie
Arthur Grey est le fils aîné de William Grey (13e baron Grey de Wilton) et de Mary, fille du 1er comte de Worcester. Il est chevalier et il est enregistré comme Lord-lieutenant du Buckinghamshire à deux reprises, à la fois en 1569 et en 1587, bien qu'on ne sache pas s'il a détenu ce titre pendant toutes les années entre les deux. Il se rend probablement avec son père à Guînes en 1553 ; certainement il est là quand les Français déclarent la guerre en 1557 ; son témoignage oculaire de la dernière défense désespérée de son père de Guisnes, après la chute de Calais elle-même, reste la meilleure source de l'épisode . Comme son père, il devient un otage mais est racheté un an plus tard. Il succède à son père comme 14e baron en 1562 ; la fortune familiale est alors très réduite par la lourde rançon requise pour libérer son père. Élisabeth Ire, cependant, rend la propriété confisquée à son père pour sa part dans l'affaire Lady Jane Grey.
En 1580, il recrute une force de 6 000 hommes et est envoyé en tant que lord adjoint d'Irlande pour réprimer la deuxième rébellion de Desmond, remplaçant le notoirement brutal Sir William Pelham. Sa première rencontre principale a lieu lorsqu'il dirige une armée d'environ 3 000 hommes lors de la bataille de Glenmalure, dans le comté de Wicklow, en août, où son armée est  mise en déroute par Fiach McHugh O'Byrne, avec 800 morts. Plus tard dans la même année, il dirige une force de 800 hommes à Ard na Caithne (Smerwick) dans le comté de Kerry où il massacre 600 soldats irlandais, italiens et espagnols qui s'étaient déjà rendus, un incident notoire connu sous le nom de siège de Smerwick. Selon certaines versions de cet événement, Lord Grey de Wilton a promis la vie à la garnison en échange de sa reddition, promesse qu'il a rompue - ce qui donne naissance au proverbe irlandais « la foi de Grey ».
En 1582, la rébellion est dans ses derniers affres et il est rappelé en Angleterre, laissant Munster dévasté par la famine. Il a largement réussi à rétablir l'ordre, mais la justice de certaines de ses actions est critiquée, notamment le massacre de Smerwick et la pendaison de l'ancien juge en chef, Nicholas Nugent (en), sur ce qui semble n'avoir été qu'une suspicion qu'il ait été complice de la rébellion de Desmond.

## Mariage et descendance
Lord Grey épouse Dorothy, fille de Richard, lord Zouche . Il se remarie après 1572 à Jane Sibella Morrison, décédée en juillet 1615 et dont le dernier testament est daté du 6 mars 1614/1615 et homologué le 14 juillet 1615. Elle est naturalisée en tant que sujet anglais en 1575/1576 et est la veuve d'Edward Russell, baron Russell, qu'elle épouse vers 1571, mais il meurt avant juin 1572 sans descendance et est enterré à Chenies, Buckinghamshire, fils de Francis Russell (2e comte de Bedford) et de Margaret St John.
Jane est la fille de Sir Richard Morrison de Cashiobury, Hertfordshire (d. Strasbourg, 17 mars 1556), et Bridget Hussey (c. 1526 - 13 janvier 1600/1601 Watford, Hertfordshire, qui épouse en secondes noces avant 1563 Henry Manners (2e comte de Rutland), sans descendance, et en troisièmes noces, en tant que seconde épouse Francis Russell (2e comte de Bedford) le 25 juin 1566, également sans descendance. Bridget est la fille de John Hussey, 1er baron Hussey de Sleaford et de sa seconde épouse, Lady Anne Grey.
Arthur et Jane sont les parents de Thomas Grey (15e baron Grey de Wilton) (en), et Bridget, Lady Egerton est leur seule fille survivante.
Peu de temps après la mort de son père, Lord Grey de Wilton écrit un mémoire sur lui, Commentary on the Services and Charges of William Lord Gray de Wilton  qui n'est publié qu'au XIXe siècle. Il traite principalement des campagnes militaires de son père en Écosse et en France, et est très apprécié par les historiens pour le récit de première main des derniers jours de la domination anglaise à Calais et à Guînes .